# Ciganin, ali najljepši (predstava)
Ciganin, ali najljepši kazališna je predstava nastala prema istoimenom romanu Kristiana Novaka u režiji Ivice Buljana, a u produkciji Hrvatskog narodnog kazališta u Zagrebu.

## Povijest
Predstava Ciganin, ali najljepši premijerno je izvedena 30. prosinca 2017. godine, te je vrlo brzo postala hit predstava HNK Zagreb. Nastala je po popularnom istoimenom romanu Kristiana Novaka, a u adaptaciji Ivora Martinića. Predstava je gostovala na brojnim kazališnim festivalima u regiji te je dobila desetak kazališnih nagrada. Kritike su bile odlične pa je tako Nina Ožegović napisala kako je u pitanju "jedna od najsmjelijih ljubavnih priča suvremenog hrvatskog teatra." Predstava je tjednima unaprijed bila rasprodana, a Kristian Novak je nakon prve uspješne adaptacije romana Črna mati zemla u ZKM-u ovom predstavom potvrdio svoj status književne senzacije novije povijesti hrvatske književnosti.
U predstavi se pojavljuje čak 32 glumca koji igraju 40-ak likova, a veliku popularnost naslovnom ulogom ostvario je Filip Vidović koji je za svoju ulogu višestruko nagrađivan. 
Svečana 50. izvedba predstave održana je 24. siječnja 2020. godine. 

## Autorski tim
Autor dramatizacije: Ivor Martinić
 
Redatelj: Ivica Buljan
 
Scenograf: Aleksandar Denić
 
Kostimografkinja: Ana Savić Gecan
 
Skladatelj: Mitja Vrhovnik Smrekar
 
Oblikovanje svjetla: Sonda 4
 
Oblikovanje videa: Toni Soprano
 
Koreograf: Leo Rafolt
 
Fonetičarka, lektorica za međimurski dijalekt: Ines Carović
 
Savjetnik za međimurski dijalekt: Ivan Glowatzky
 
Savjetnik za romski jezik: Elvis Kralj
 
Asistentica redatelja: Rajna Racz
 
Asistent scenografa: Vanja Magić
 
Asistenti kostimografkinje: Mirjam Krajina, Matija Dijanović (volonter)

ANSAMBL PREDSTAVE
SABOLŠČAK
 
Milena, raspuštenica: Nina Violić
 
Sandi Ignac, Ciganin, ali najljepši: Filip Vidović
 
Japica Rudolf, starac: Franjo Kuhar
 
Milenin brat: Ivan Glowatzky
 
Bratova žena: Barbara Vicković
 
Fanika, Milenina prijateljica, frizerka: Ana Begić
 
Fanika starija, njezina majka, frizerka: Ksenija Marinković
 
Nikola, muž Fanike mlađe: Nikša Kušelj
 
Marijan Hamer, lokalni heroj: Siniša Popović
 
Dragica, Hamerova žena: Vlasta Ramljak
 
Jadranka, suseljanka: Mirta Zečević
 
Goga, konobarica: Jelena Perčin
 
Drago Štoplin, soboslikar/Čonta, seoski mladić: Kristijan Potočki
 
Denis, seoski mladić: Silvio Vovk
 
Peško, Hamerov pomoćnik: Damir Markovina
 
Eliza, Hamerova pomoćnica: Dora Lipovčan

BUKOV DOL
 
Albina, Sandijeva majka: Alma Prica
 
Mirza, mladi Rom, Sandijev prijatelj: Tin Rožman
 
Tompo, mladi Rom, Sandijev prijatelj: Ugo Korani
 
Jasmin, mladi Rom, Sandijev prijatelj: Ivan Colarić
 
Đani, Albinin nevjenčani muž: Livio Badurina
 
Starješina romskog naselja: Bojan Navojec
 
Policajac: Alen Šalinović

MOSUL
 
Nuzat, kurdski izbjeglica: Dušan Bućan
 
Azad, iranski izbjeglica: Josip Brakus
 
Dilara, Nuzatova žena: Luca Anić
 
Hasan, krijumčar ljudima: Damir Markovina
 
Papous, nadzornik na grčkoj plantaži jagoda: Nikša Kušelj
 
Prevoditelj s arapskoga: Silvio Vovk

POLICIJA
 
Plančić, policajac iz Zagreba: Luka Dragić
 
Bule, policajac iz Zagreba: Krešimir Mikić
 
Padolek, lokalni policajac: Goran Grgić
 
Ivan Taradi, operativac, krim-tehničar: Slavko Juraga
 
Načelnik policije: Ivan Jončić
 
Matija, patolog: Zijad Gračić